# 北見禮子
北見 禮子（きたみ れいこ、1915年2月13日 - 2007年）は、日本の女優である。新漢字表記北見 礼子、出生名・旧芸名稲村 美津子（いなむら みつこ）、結婚後本名林 美津（はやし みつ）。夫は林敏夫、長男は林与一である。

## 人物・来歴
1915年（大正4年）2月13日、千葉県東葛飾郡野田町（現在の同県野田市）に生まれる。
1932年（昭和7年）3月、野田町立野田高等女学校（現在の千葉県立野田高等学校）を卒業し、同年4月、東京・巣鴨の河合映画製作社に入社、同年6月10日に公開された吉村操監督の『大磯心中 天国に結ぶ恋』に出演して、映画界にデビューした。同年10月20日に公開された根岸東一郎監督の『下宿屋の娘』で、初めて主役に抜擢される。翌1933年（昭和8年）、同社は大都映画に改組されるが、継続入社した。
1936年（昭和11年）、京都の松竹下加茂撮影所に移籍する。1941年（昭和16年）、同社を退社、同い年の俳優の林敏夫と結婚、1942年（昭和17年）2月14日には、長男の与一が誕生した。林敏夫は、1944年（昭和19年）に召集を受けて出征し、1945年（昭和20年）8月13日に北満州（現在のロシア・沿海地方あたり）で戦死した（満30歳没）。夫の死の2日後に第二次世界大戦は終結した。
1949年（昭和24年）、東横映画と契約して映画界に復帰、同年10月3日に公開された小杉勇監督の『花嫁と乱入者』に出演した。翌1950年にはフリーランスになり、長谷川一夫の新演伎座製作、冬島泰三監督の『鬼あざみ』等に出演する。1957年（昭和32年）には、長男の与一が初舞台を踏んだ。1959年（昭和34年）5月19日に公開された深田金之助監督の『ふたり若獅子』を最後に引退した。
2007年（平成19年）、死去した。満92歳没。

## フィルモグラフィ
特筆以外すべてクレジットは「出演」である。公開日の右側には役名、および東京国立近代美術館フィルムセンター（NFC）、マツダ映画社所蔵等の上映用プリントの現存状況についても記す。同センター等に所蔵されていないものは、とくに1940年代以前の作品についてはほぼ現存しないフィルムである。

### 河合映画製作社
すべて製作は「河合映画製作社」、配給は「河合キネマ」であり、すべてサイレント映画である。
- 『大磯心中 天国に結ぶ恋』 : 監督吉村操、1932年6月10日公開[1]
- 『怪談両国花火供養』 : 監督吉村操、1932年7月15日公開 - 絹代の妹和子
- 『奥様大福帖』 : 監督吉村操、1932年9月1日公開
- 『新聞記者』 : 監督根岸東一郎、1932年9月15日公開
- 『下宿屋の娘』 : 監督根岸東一郎、1932年10月20日公開 - 主演
- 『嘆きの青春』 : 監督吉村操、1932年11月17日公開 - 主演
- 『夜明けの路』 : 監督小沢得二、1932年12月1日公開
- 『謎の百万両 流星篇』 : 監督長尾史録、1932年12月31日公開 - 主演
- 『謎の百万両 台風篇』 : 監督石山稔、1933年1月5日公開 - 主演
- 『鉄路の縁』 : 監督小沢得二、1933年1月5日公開
- 『謎の百万両 完結篇』 : 監督根岸東一郎、1933年1月5日公開
- 『荊を踏む女』 : 監督小沢得二、1933年1月10日公開
- 『悲しき操』 : 監督小沢得二、1933年2月1日公開 - 主演
- 『自然の花』 : 監督小沢得二、1933年3月1日公開
- 『インフレ大尽』 : 監督小沢得二、1933年3月23日公開
- 『穴二つ』 : 監督小沢得二、1933年4月6日公開
- 『娘十八恋ごころ』 : 監督吉村操、1933年5月11日公開 - 主演
- 『琵琶歌』 : 監督吉村操、1933年5月25日公開
- 『百人目の花嫁』 : 監督根岸東一郎、1933年6月15日公開
- 『悲惨の鉄路』 : 監督吉村操、1933年6月22日公開

### 大都映画
すべて製作・配給は「大都映画」であり、すべてサイレント映画である。
- 『新籠の鳥』 : 監督根岸東一郎、1933年6月29日公開
- 『結婚五十三次』 : 監督吉村操、1933年7月6日公開
- 『新橋芸者』 : 監督根岸東一郎、1933年9月7日公開
- 『名古屋まつり』 : 監督小沢得二、1933年10月7日公開
- 『東天に輝く』 : 監督小沢得二、1933年10月26日公開
- 『ぬかるみの人』 : 監督根岸東一郎、1933年11月1日公開
- 『妖しき都会』 : 監督小沢得二、1933年11月15日公開 - とみ子
- 『春来たる』 : 監督根岸東一郎、1933年12月7日公開
- 『泣き笑ひ天国』 : 監督根岸東一郎、1934年1月5日公開 - 姪 お近
- 『街の爆弾児』 : 監督吉村操、1934年1月10日公開
- 『心の金魂』 : 監督根岸東一郎、1934年1月15日公開
- 『散り行く明眸』 : 監督吉村操、1934年2月1日公開
- 『罪はいづこに』 : 監督根岸東一郎、1934年3月22日公開  - 富岡絹江、23分尺で現存（NFC所蔵[4]）
- 『戦慄の爆音』 : 監督大江秀夫、1934年4月19日公開
- 『闇の顔役』 : 監督大江秀夫、1934年5月10日公開
- 『俺の喧嘩日記』 : 監督大江秀雄（大江秀夫）、1934年5月24日公開
- 『やきもち喧嘩』 : 監督中島宝三、1934年6月28日公開
- 『八軒夜店』 : 監督根岸東一郎、1934年7月12日公開
- 『恋は浜辺で』 : 監督吉村操、1934年8月1日公開
- 『親三人』 : 監督根岸東一郎、1934年9月13日公開
- 『次郎長身代り旅』 : 監督益田晴夫、1934年9月13日公開
- 『仁侠三筋の巷』 : 監督勝見正義、1934年10月11日公開
- 『港の伊達男』 : 監督大江秀夫、1934年10月25日公開
- 『快腕火花を散らして』 : 監督大江秀夫、1935年3月7日公開
- 『港まつり』 : 監督吉村操、1935年4月3日公開
- 『浮世草春のめざめ』 : 監督太田辰三、1935年4月10日公開
- 『最後の勝利者』 : 監督太田辰三、1935年5月8日公開
- 『恋の並木路』 : 監督三枝源次郎、1935年5月23日公開
- 『じゃじゃ馬と坊や』 : 監督吉村操、1935年5月30日公開
- 『裁かるる処女』 : 監督太田辰三、1935年6月6日公開
- 『拳闘家と坊や』 : 監督吉村操、1935年6月27日公開
- 『お好み串差おでん 爆笑篇』 : 監督吉村操、1935年8月1日公開
- 『おこわ草紙 前篇』 : 監督吉村操、1935年9月1日公開
- 『おこわ草紙 中篇』 : 監督吉村操、1935年9月19日公開
- 『明治五人女』 : 監督吉村操、1935年10月1日公開
- 『嫁とり日記』 : 監督太田辰三、1935年10月17日公開
- 『おこは草紙 完結篇』 : 監督吉村操、1935年10月24日公開
- 『捨児』 : 監督吉村操、1935年10月31日公開
- 『恋愛ハイキング』 : 監督吉村操、1935年11月28日公開
- 『木遣り唄 め組の喧嘩』 : 監督石山稔、1935年12月12日公開
- 『結婚突撃隊』 : 監督・主演ハヤフサヒデト、1936年1月5日公開
- 『潮に捨てる青春』 : 監督大伴竜三、1936年1月5日公開
- 『忠臣蔵シリーズ 血煙り高田の馬場』 : 監督吉村操、1936年1月5日公開
- 『暁の争闘』 : 監督・主演ハヤフサヒデト、1936年1月15日公開
- 『花柳情話 親どり子どり』 : 監督中島宝三、1936年2月13日公開

### 松竹下加茂撮影所

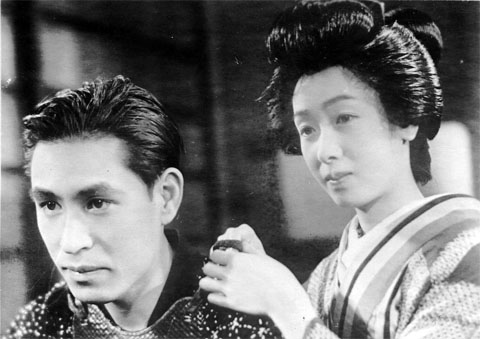
『男への条件』（1941年）のスチル写真。左・佐分利信、右・北見禮子。

すべて製作は「松竹下加茂撮影所」、配給は「松竹キネマ」であり、すべてトーキーである。
- 『荒川の佐吉』 : 監督大曾根辰夫、1936年6月4日公開 - お八重
- 『踊る名君』 : 監督井上金太郎、1936年7月15日公開
- 『鳥辺心中 お染半九郎』 : 監督冬島泰三、1936年10月2日公開
- 『新版六花撰』 : 監督河東与志、1936年10月22日公開
- 『静かな十六夜』 : 監督井上金太郎、1936年12月19日公開
- 『春姿五人男』 : 監督冬島泰三、1936年12月31日公開
- 『情炎娘ごゝろ』 : 監督古野英治、1937年3月3日公開 - 主演
- 『江戸錦絵 女のまこと』 : 監督岩田英二、1937年4月29日公開 - 主演
- 『旅の陽炎』 : 監督犬塚稔、1937年5月20日公開
- 『剣術繁昌記』 : 監督秋山耕作、1937年6月24日公開
- 『元禄快挙余譚 土屋主税 落花の巻』（『玩辞楼十二曲の内 元禄快擧余譚 土屋主税 落花篇』） : 監督犬塚稔、1937年7月14日公開 - 信楽のお艶、52分尺で現存（NFC所蔵[4]）
- 『お才時雨』 : 監督岩田英二、1937年8月10日公開
- 『元禄快挙余譚 土屋主税 雪解篇』（『玩辞楼十二曲の内 元禄快擧余譚 土屋主税 雪解篇』） : 監督犬塚稔、1937年8月14日公開 - 信楽のお艶、60分尺で現存（NFC所蔵[4]）
- 『蒙古襲来 敵国降伏』 : 監督秋山耕作、1937年10月1日公開 - 時宗奥方
- 『狼火』 : 監督星哲六、1937年11月11日公開 - 主演
- 『幕府歩兵隊』 : 監督近藤勝彦、1937年12月9日公開 - 主演
- 『人肌観音 第一篇』 : 監督衣笠貞之助、1937年12月31日公開 - 侍女
- 『風流荒大名』 : 監督冬島泰三、1938年1月14日公開 - 糸重（辰馬の妻）
- 『緋牡丹伝奇 前篇』 : 監督近藤勝彦、1938年2月3日公開 - 娘富江
- 『人斬り伊太郎』 : 監督冬島泰三、1938年2月17日公開 - 女房お房
- 『浮名ざんげ』 : 監督古野英治、1938年3月3日公開
- 『緋牡丹伝奇 解決篇』 : 監督近藤勝彦、1938年3月17日公開 - 娘富江
- 『維新の歌』 : 監督犬塚稔、1938年4月7日公開
- 『春風伊勢物語』 : 監督二川文太郎、1938年5月12日公開
- 『黒田誠忠録』 : 監督衣笠貞之助、1938年6月17日公開 - 八重乃
- 『鳶と与太者』 : 監督大曾根辰夫、1939年1月5日公開
- 『菊水太平記』 : 監督冬島泰三、1939年1月14日公開
- 『坂本竜馬の妻』 : 監督秋山耕作、1939年2月1日公開
- 『股旅八景 三ツ角段平』 : 監督古野英治、1939年4月20日公開 - 松屋の花吉
- 『月形半平太』 : 監督大曾根辰夫、応援監督衣笠貞之助、1939年5月4日公開 - 梅松
- 『初旅東海道』 : 監督秋山耕作、1939年5月18日公開
- 『花曇』 : 監督大曾根辰夫、1939年6月15日公開
- 『夕焼富士 斬奸令』 : 監督秋山耕作、1939年9月14日公開 - 稲田美穂
- 『唐燈籠』 : 監督犬塚稔、1939年9月21日公開
- 『夕焼富士 抹殺状』 : 監督秋山耕作、1939年11月1日公開 - 稲田美穂
- 『海を行く武士』 : 監督井上金太郎、1939年11月16日公開
- 『銭形平次捕物控 平次の女難』 : 監督星哲六、1939年12月17日公開 - お楽
- 『雪之丞変化 闇太郎懺悔』 : 監督大曾根辰夫、1939年12月30日公開 - 妹三千代
- 『維新桜』 : 監督古野英治、1940年1月15日公開
- 『祝言太閤記』 : 監督秋山耕作、1940年1月24日公開
- 『夕焼富士 完結篇』 : 監督秋山耕作、1940年2月22日公開 - 稲田美穂
- 『美女桜 暴風篇』 : 監督大曾根辰夫、1940年2月29日公開 - 珊瑚のおさん
- 『美女桜 黎明篇』 : 監督大曾根辰夫、1940年3月7日公開 - 珊瑚のおさん
- 『女忠臣蔵』 : 監督小坂哲人、1940年3月26日公開
- 『妻恋笠』 : 監督大曾根辰夫、1940年5月11日公開
- 『破魔弓伝奇 潜竜篇』 : 監督笠井輝二、1940年6月13日公開 - 娘お志津（河内許婚）
- 『破魔弓伝奇 飛竜篇』 : 監督笠井輝二、1940年6月20日公開 - 娘お志津（河内許婚）
- 『愛の暴風』 : 監督野村浩将、製作松竹大船撮影所、配給松竹キネマ、1940年7月13日公開
- 『縁結び高田馬場』（『縁結び高田の馬場』） : 監督小坂哲人、1940年8月8日公開 - 弥生、53分尺で現存（NFC所蔵[4]）
- 『縁談暦』 : 監督井上金太郎、1940年8月15日公開
- 『石松供養 追分あらし』 : 監督古野栄作（古野英治）、1940年8月22日公開
- 『荒木又右衛門』 : 監督大曾根辰夫、応援監督伊藤大輔、1940年10月24日公開
- 『二人信三郎』 : 監督笠井輝二、1940年11月7日公開
- 『二本松少年隊』 : 監督秋山耕作、1940年12月16日公開 - 上崎の姉由美
- 『夫婦太閤記』 : 監督小坂哲人、1940年12月24日公開
- 『男への条件』 : 監督佐々木啓祐、製作松竹大船撮影所、配給松竹キネマ、1941年1月7日公開
- 『東京から来た武士』 : 監督井上金太郎、1941年2月25日公開
- 『振袖御殿』 : 監督大曾根辰夫、1941年4月10日公開
- 『女の宿』 : 監督犬塚稔、1941年5月22日公開 - 田村美枝
- 『江戸の青空』 : 監督大曾根辰夫、1941年6月5日公開
- 『元禄女』 : 監督冬島泰三、1941年6月22日公開 - お露
- 『大阪五人娘』 : 監督笠井輝二、1941年6月30日公開
- 『碑』 : 監督原研吉、1941年7月29日公開

### 東横映画
すべて製作は「東横映画」、配給は「大映」あるいは「東京映画配給」であり、以下すべてトーキーである。
- 『花嫁と乱入者』 : 監督小杉勇、配給大映、1949年10月3日公開 - 田中民江
- 『無頼漢長兵衛』 : 監督亀井文夫、配給大映、1949年11月13日公開
- 『ホームラン狂時代』 : 監督小田基義、配給大映、1949年12月13日公開 - おしげ
- 『俺は用心棒』 : 監督稲垣浩、配給東京映画配給、1950年2月19日公開

### フリーランス
製作・配給は特筆の通りである。
- 『お富と与三郎 前篇』 : 監督冬島泰三、製作新演伎座、配給松竹、1950年4月20日公開
- 『鬼あざみ』 : 監督冬島泰三、製作新演伎座、配給大映、1950年10月28日公開 - お紋
- 『阿修羅判官』 : 監督森一生、製作大映京都撮影所、配給大映、1951年2月28日公開 - お縫、34分尺で現存（NFC所蔵[4]）
- 『おぼろ駕籠』 : 監督伊藤大輔、製作松竹京都撮影所、配給松竹、1951年1月13日公開 - 御殿女中お勝、97分完全尺で現存（NFC所蔵[4]）
- 『銭形平次捕物控 恋文道中』 : 監督冬島泰三、製作大映京都撮影所、配給大映、1951年12月28日公開 - お由良の方
- 『振袖狂女』 : 監督安田公義、製作大映京都撮影所、配給大映、1952年7月10日公開 - 生島丹後、95分完全尺で現存（NFC所蔵[4]）
- 『大仏開眼』（『大佛開眼』[4]） : 監督衣笠貞之助、製作大映京都撮影所、配給大映、1952年11月13日公開 - 左衛士府中将豊川夫人、129分完全尺で現存（NFC所蔵[4]）
- 『妖精は花の匂いがする』 : 監督久松静児、製作大映京都撮影所、配給大映、1953年2月19日公開 - 小溝千鶴子
- 『花の生涯 彦根篇 江戸篇』 : 監督大曾根辰夫、製作松竹京都撮影所、配給松竹、1953年10月14日公開 - 昌子
- 『暴力市街』 : 監督安達伸生、製作大映京都撮影所、配給大映、1953年6月24日公開
- 『魔剣』 : 監督安達伸生、製作大映京都撮影所、配給大映、1953年11月17日公開 - おまんの方
- 『怪猫有馬御殿』 : 監督荒井良平、製作大映京都撮影所、配給大映、1953年12月29日公開 - おこよの方
- 『濡れ髪権八』 : 監督大曾根辰夫、製作松竹京都撮影所、配給松竹、1954年3月3日公開 - 村雨の女将
- 『快盗三人吉三』 : 監督冬島泰三、製作松竹京都撮影所、配給松竹、1954年4月21日公開 - 粂村
- 『素浪人日和』 : 監督大曾根辰夫、製作松竹京都撮影所、配給松竹、1954年6月1日公開 - お直の方
- 『御存じ快傑黒頭巾 マグナの瞳』 : 監督佐伯清、製作東映京都撮影所、配給東映、1955年4月5日公開
- 『「少年宮本武蔵」より 晴姿稚児の剣法』 : 監督酒井辰雄、製作松竹京都撮影所、配給松竹、1956年1月3日公開 - なみ
- 『南海の若武者物語 風雲黒潮丸』 : 監督深田金之助、製作東映京都撮影所、配給東映、1956年8月8日公開 - 南原かえで
- 『続風雲黒潮丸 まだら狼』 : 監督深田金之助、製作東映京都撮影所、配給東映、1956年8月22日公開 - 南原かえで
- 『風雲黒潮丸 完結篇 南海の若武者』 : 監督伊賀山正徳、製作東映京都撮影所、配給東映、1956年10月17日公開 - 南原かえで
- 『雨の花笠』 : 監督内出好吉、製作東映京都撮影所、配給東映、1957年3月20日公開 - お勝
- 『ますらを派出夫会 男なりゃこそ』 : 監督小田基義、製作宝塚映画製作所、配給東宝、1957年5月22日公開 - 女中 お勢
- 『ふたり若獅子』 : 監督深田金之助、製作東映京都撮影所、配給東映、1959年5月19日公開 - お澄の方

## 家族
- 夫 : 林敏夫
  - 長男 : 林与一

- 義祖父 : 初代中村鴈治郎
  - 義父 : 二代目林又一郎
  - 義叔父 : 二代目中村鴈治郎
    - 義従弟 : 四代目坂田藤十郎
    - 義従妹 : 中村玉緒

  - 義叔母 : 中村芳子
  - 義叔母 : 中村繁 - 義叔父 : 長谷川一夫